# Zázrak (film)
Zázrak (Il Miracolo) je italský film režiséra Roberta Rosselini z roku 1948. Film natočen podle stejnojmenné povídky Frederica Felliniho, byl ve své době přijímán jako konroverzní dílo a to zvláště mezi katolíky. V USA byl film předmětem několika soudních sporů a významně ovlivnil tamní pojetí cenzury.
Film je obvykle promítán společně s krátkým La voce umana pod společným názvem L' Amore.

## Děj
Chudou, zbožnou ale nepříliš bystrou vesnickou dívku Nanni opije neznámý cizinec. Ta jej v náboženském poblouznění považuje za svatého Josefa. Když se druhý den probudí, pamatuje si jen matně co se dělo. Místní kněz ji však v setkání se svatým utvrdí, byť jeho mladší kolega tomu nevěří. Po několika měsících Nanni omdlí a ukáže se, že je těhotná a cizinec ji tedy patrně znásilnil. Nanni nabude přesvědčení, že nosí nového Krista. Stane se tak terčem útrpnosti starších, ale především posměšků mladších vesničanů. Když už jsou ústrky nesnesitelné, uprchne do ústraní. Před porodem vyhledá místo vesnice kostel, kam pronikne jen díky náhodě a šťastně porodí.

## Kontroverze
V Itálii jej sice Katolické filmové centrum označilo za odporné zneuctění náboženských a mravních zásad, ale film byl úspěšně uveden na festivalu v Benátkách. Pochvalná recenze se objevila i v novinách italské křesťanskodemokratické strany, či ´vatikánském listu L' Observatore Romano.
Mnohem kontroverzněji byl film přijat v USA. Po dovozu protestovala tamější katolická Legie slušnosti a dosáhla krátkodobého zákazu promítání. Ten byl ale zvrácen soudem vyšší instance. Poté se proti filmu ostře postavil například kardinál Spellman, vedoucí Newyorské arcidiecéze a dosáhl dalšího zákazu. V sérii soudních sporů, trvajících několik měsíců, nakonec rozhodl americký Nejvyšší soud, že nelze cenzurovat film na základě nařčení svatokrádežnosti, protože je to v rozporu s americkou ústavou.